# Fjädersvamp
Fjädersvamp (Onygena corvina) är en svampart som beskrevs av Alb. & Schwein. 1805. Fjädersvamp ingår i släktet Onygena och familjen Onygenaceae.  Arten är reproducerande i Sverige. Inga underarter finns listade i Catalogue of Life.